# Абре
Абре (фр. Abrets) насеље је и општина у источној Француској у региону Рона-Алпи, у департману Изер која припада префектури Ла Тур ди Пен.
По подацима из 2011. године у општини је живело 3531 становника, а густина насељености је износила 512,48 становника/km². Општина се простире на површини од 6,89 km². Налази се на средњој надморској висини од 398 метара (максималној 434 m, а минималној 261 m).

## Демографија
| 1962. | 1968. | 1975. | 1982. | 1990. | 1999. | 2011. |
| ----- | ----- | ----- | ----- | ----- | ----- | ----- |
| 2.215 | 2.305 | 2.437 | 2.795 | 2.804 | 2.705 | 3.531 |

График промене броја становника у току последњих година